# Hans Braun (Gewerkschafter)
Johann „Hans“ Braun (* 21. Oktober 1861 in Wertingen; † 5. Januar 1907 in München) war ein deutscher Gewerkschafter.

## Leben
Johann Braun wuchs in Wertingen in einer katholischen Familie auf. Nach der Volksschule lernte er Steinmetz. Er arbeitete als Steinmetz in verschiedenen Stellen in Österreich und Bayern, nur unterbrochen durch seinen Militärdienst 1884. Anschließend arbeitete er als Steinmetzpolier und war zeitweise arbeitslos. 1895 kam er in Kontakt mit der katholischen Arbeiterbewegung und wurde 1896 Mitglied des Vereins Arbeiterschutz. Dort wurde er später Vorsitzender.
1897 gehörte er einer Delegation zum internationalen Arbeiterschutzkongreß in Zürich an. Dort plädierte er für christliche, interkonfessionelle Gewerkschaften. Ab 1898 begann er Pläne für die Gründung von christlichen Zentralverbänden auszuarbeiten. Von 1898 bis 1901 redigierte er den Christlichen Gewerkschafter, eines der ersten christlich ausgerichteten Gewerkschaftsblätter.
Am 8. September 1900 gründete sich in München auf seine Initiative hin der Christlich-Soziale Verband der nichtgewerblichen Arbeiter und Arbeiterinnen Deutschlands (später: Zentralverband der Hilfs- und Transportarbeiter, -Arbeiterinnen und verschiedener Berufe Deutschlands und Zentralverband Christlicher Fabrik- und Transportarbeiter). Die Mitgliederzahl lag bei ca. 1000 Personen, 1906 bei 12.967 Mitgliedern. Er wurde zum ersten Vorsitzenden gewählt und auf dem 1. Verbandstag 1902 wurde er als hauptamtlicher Funktionär angestellt. 1904 wurde er erneut zum 1. Vorsitzenden gewählt, ebenso 1906. Er war außerdem Chefredakteur der Gewerkschaftszeitung Hilfarbeiter, später Die Gewerkschaftsstimme. Unter seinem Vorsitz konnte er den Verband um ca. 1000 Kölner Straßenbahnmitarbeiter anwachsen lassen.
Braun galt als brillanter Rhetoriker, der jedoch zuweilen einen stark polemischen Stil pflegte. Im Arbeitskampf galt er als unerbittlich. Er forderte unter anderem das Streikrecht und setzte sich für gewerkschaftliche Unterstützungsleistungen ein.
Gesundheitlich stark belastet erlitt er am 5. Januar 1907 nach einer überwundenen Lungentuberkulose einen Blutsturz und verstarb. Nach seinem Tod wurde er eine Art Kultfigur der bayerischen christlichen Arbeiterbewegung. An seinem Grab fanden bis zum Ende der Weimarer Republik Hans-Braun-Gedächtnisfeiern statt.